# Anthony Holland (actor)
Anthony Holland (n. 3 martie 1928, New York City, New York, SUA – d. 9 iulie 1988, New York City, New York, SUA) a fost un actor american, cunoscut mai ales pentru interpretările sale comice pe scenele de teatru, precum și în filmele de cinema și de televiziune.

## Biografie
Holland a absolvit Universitatea din Chicago și a studiat actoria cu Lee Strasberg în anii 1960. El a fost unul dintre membrii inițiali ai formației de comedie de improvizație The Second City⁠(d).
În 1987 a apărut în spectacolul The Hunger Artist, o adaptare teatrală a mai multor povestiri de Franz Kafka de către regizoarea Marthei Clarke⁠(d), pentru care a primit laude de la Frank Rich, criticul de teatru al ziarului The New York Times.
Printre filmele în care a jucat se numără All That Jazz (1979) al lui Bob Fosse, versiunea originală a filmului The Out-of-Towners (1970) realizată după scenariul lui Neil Simon, Bye Bye Braverman al lui Sidney Lumet, Klute al lui Alan J. Pakula și Tempest (1982) al lui Paul Mazursky⁠(d). A apărut, de asemenea, în seriale de televiziune precum Combat!, Columbo, The Mary Tyler Moore Show, M*A*S*H, Hill Street Blues și Cagney și Lacey. În 1973 a jucat alături de Bernadette Peters⁠(d) și Carl Ballantine⁠(d) în programul muzical umoristic Break Up care a fost difuzat de postul ABC.
Holland s-a sinucis în 1988 ca urmare a faptului că era bolnav de HIV/SIDA.

## Filmografie parțială
- Goldstein⁠(d) (1964) - Aid
- Fearless Frank⁠(d) (1967) - Alfred
- Bye Bye Braverman⁠(d) (1968) - Max Ottenstein
- Where It's At⁠(d) (1969) - Henry
- Cowboyul de la miezul nopții (1969) - episcopul de la televiziune - New York
- Popi⁠(d) (1969) - Pickett
- The Virgin President (1969) - Machiavelli von Clausewitz
- The Out-of-Towners (1970) - dl Winkler (Waldorf-Astoria Desk Clerk)
- Lovers and Other Strangers (1970) - Donaldson
- The Anderson Tapes⁠(d) (1971) - psihologul
- Klute⁠(d) (1971) - agentul actorului
- Hammersmith Is Out⁠(d) (1972) - Oldham
- Parades (1972) - cineastul I
- Hearts of the West⁠(d) (1975) - musafir la petrecerea de pe plajă
- Lucky Lady⁠(d) (1975) - dl Tully
- The Sentinel (1977) - gazda petrecerii
- House Calls (1978) - moderator TV
- Rush It⁠(d) (1978) - Lewis & Lewis
- King of the Gypsies⁠(d) (1978) - dl Tomlin
- All That Jazz⁠(d) (1979) - Paul Dann
- Oh, God! Book II⁠(d) (1980) - dr. Jerome Newell
- Tempest (1982) - Sebastian
- The Lonely Lady⁠(d) (1983) - Guy Jackson
- Walls (1984) - Frank McIntyre
- Băieți deștepți (1986) - funcționarul Karl
- High Stakes (1986) - Nicholas von Reich
- The Christmas Star (1986) - escrocul bătrân